# Phyllocladus toatoa
Phyllocladus toatoa é uma espécie de conífera da família Phyllocladaceae.
Apenas pode ser encontrada na Nova Zelândia.